# Mistrzostwa Afryki w Półmaratonie 1999
Mistrzostwa Afryki w półmaratonie 1999 – zawody lekkoatletyczne rozegrane w algierskim Dżidżili.
W klasyfikacji drużynowej złote medale wywalczyli Algierczycy i Tunezyjki.

## Rezultaty

### Mężczyźni
| Konkurencja   | 1. miejsce  | Rezultat | 2. miejsce    | Rezultat | 3. miejsce    | Rezultat |
| Indywidualnie | Kamel Kohil | 1:04:38  | Maxwell Zungu | 1:05:28  | Ahmed Bulahia | 1:05:34  |

### Kobiety
| Konkurencja   | 1. miejsce    | Rezultat | 2. miejsce  | Rezultat | 3. miejsce    | Rezultat |
| Indywidualnie | Nasria Azaïdj | 1:20:12  | Sonia Agoun | 1:20:42  | Fatiha Hanika | 1:25:40  |